# Cibeuti
Cibeuti is een bestuurslaag in het regentschap Kota Tasikmalaya van de provincie West-Java, Indonesië. Cibeuti telt 9885 inwoners (volkstelling 2010).